# Ернандо де Сото
Ернандо де Сото (на испански: Hernando de Soto) е испански конкистадор и изследовател, който води първата европейска експедиция дълбоко на територията на съвременните Американски щати – Флорида, Джорджия, Мисисипи, Алабама и най-вероятно Арканзас, и първият европеец, за когото е документирано, че е видял река Мисисипи. Достигайки до нея на 8 май 1541 г., той я кръщава Rio de Espiritu Santo (река на Светия дух).

## Ранни години (около 1495 – 1539)
Роден е около 1495 година в Жере де лос Кабалерос, провинция Бадахос, Естремадура, Кралство Кастилия. През 1514 напуска Испания и заминава за Новия свят, където няколко години служи при губернатора на Панама Педро Ариас Авила и се жени за неговата дъщеря. Участва в завоюването на Никарагуа.
От 1530 пребивава в Перу, като участва в походите на Франсиско Писаро при покоряването на страната на инките. През 1536 напуска Перу, връща се в Испания, за да докладва за мисията на Писаро. Същата година се връща обратно в Америка, включва в разпределянето на съкровището на инките и става богат. През 1537 получава титлата управител на Флорида и губернатор Куба от Карл V, като получава правото да завладее Флорида.

## Експедиционна дейност (1539 – 1542)
Още с назначението си за управител на Куба Сото започва подготовка за голяма завоевателна експедиция към Флорида и земите северно от нея. По различни данни в експедицията участват между 600 и 900 пехотинци и от 200 до 350 кавалеристи.
На 28 май 1539 достига до западния бряг на п-ов Флорида на 26º 30` с.ш., тръгва по брега на север и през октомври достига до залива Апалачи (30º с.ш.), където зимува.
През март 1540 тръгва на североизток през източната част на Примексиканската низина. Преминава около 500 км, пръв пресича южната част на Приатлантическата низина и открива реките Олтамахо и Савана (725 км). На 33º 30` с.ш. пресича река Савана и завива на север, като достига до откритите от него Сини планини (Блу Ридж) – южната част на Апалачите, от където продължава на югозапад. Открива горните течения на множество реки, вливащи се в Мексиканския залив, в т.ч. – Апалачикола и Алабама, в долината на която провежда второ зимуване.
През март 1541 продължава на запад, а след това на север, като открива средното течение на река Тенеси и на 8 май, на 35º с.ш. първи от европейците достига до река Мисисипи. Пресича реката и тръгва на запад и след две седмици достига до река Арканзас, при устието на десния ѝ приток Канейдиан, където провежда трето зимуване.
През пролетта на 1542 се спуска по Арканзас и Мисисипи до откритата от него на 21 май река Ред Ривър (десен приток на Мисисипи), където умира от малария на 21 май. Погребан е край река Мисисипи. Спътниците му се завръщат в Мексико през 1543.
Четиригодишния поход на Ернандо де Сото се счита от съвременниците му за пълен провал, тъй като не открива така жадуваните от испанците богатства. Независимо то това, че по време на похода испанците проявяват агресивно отношение към местните индиански племена и принуждава някои от тях да напуснат долината на Мисисипи и се преселят на други места, Сото и неговите спътници откриват огромни пространства от днешната южна и югоизточна част на САЩ. Друга интересна забележителност от похода на Сото е, че по време на пътешествието му множеството от конете, които водят със себе си избягват и подивяват и по този начин дават началото на огромните стада диви мустанги в Северна Америка. Освен с конете Сото запознава индианците и със свинете, които са били непознати дотогава на тях.

## Памет
Неговото име носят:
- водопад Де Сото (34°33′ с. ш. 85°35′ з. д. / 34.55° с. ш. 85.583333° з. д.) на река Литъл Ривър в щата Алабама;
- водопад Де Сото (34°43′ с. ш. 83°55′ з. д. / 34.716667° с. ш. 83.916667° з. д.) в щата Джорджия;
- град Де Сото (38°08′ с. ш. 90°33′ з. д. / 38.133333° с. ш. 90.55° з. д.) в щата Мисури;
- град Хернандо (34°50′ с. ш. 90°00′ з. д. / 34.833333° с. ш. 90° з. д.) в щата Мисисипи;
- марка автомобили „Де Сото“, произвеждани в периода 1928 – 1961 г.;
- мост „Ернандо де Сото“ (35°09′ с. ш. 90°04′ з. д. / 35.15° с. ш. 90.066667° з. д.) на река Мисисипи, свързващ градовете Западен Мемфис, Арканзас и Мемфис, Тенеси;
- окръг ДеСото в щата Мисисипи;
- окръг ДеСото в щата Флорида;
- окръг Хернандо, в щата Флорида;
- природен парк Де Сото (34°20′ с. ш. 85°40′ з. д. / 34.333333° с. ш. 85.666667° з. д.) в щата Алабама;
- училище „Де Сото“, в град Хелена в щата Арканзас.